# El zurdo
El zurdo, cuyo título original es The Left Handed Gun, es una película estadounidense de 1958 dirigida por Arthur Penn y protagonizada por Paul Newman en el papel de Billy el niño y John Dehner como Pat Garrett.
A patir de un guion de Leslie Stevens que se basaba en otro televisivo de Gore Vidal, Arthur Penn dirigió su primera película, recuperando al actor que ya protagonizara la versión televisiva, Newman. Años más tarde, en 1989, el propio Vidal volvió a recuperar la obra para una nueva versión televisiva.

## Argumento
William Bonney, conocido como Billy el niño, entabla amistad con un hombre conocido como el inglés, quien es asesinado a traición por ganaderos rivales y corruptos. Su búsqueda de venganza hacia todos los implicados arrastra a todos sus seres queridos y amenaza la paz de todo el territorio.

## Reparto
- Paul Newman como Billy el Niño.
- Lita Mila como Celsa.
- John Dehner como Pat Garrett.
- Hurd Hatfield como Moultrie.
- James Congdon como Charlie Bowdre.
- James Best como Tom O'Folliard.
- Colin Keith-Johnston como John Tunstall.
- John Dierkes como McSween.
- Robert Anderson como Hill.
- Wally Brown como el ayudante Moon.
- Ainslie Pryor como Joe Grant.
- Martín Garralaga como Saval.
- Denver Pyle como Bob Ollinger.
- Paul Smith como Smith.
- Néstor Paiva como Pete Maxwell.

## Críticas
Según Fernando Morales, publicado en el Diario el País:

Enérgica cinta que recrea, desde un punto de vista bastante innovador, la vida del famoso Billy el Niño. Buen trabajo de Paul Newman en un western realmente original
Fernando Morales. Diario el País

## Curiosidades
El título se refiere a la falsa creencia de que Billy el niño era zurdo, si bien esta se debe a una fotografía invertida que popularizó su imagen.